# Copione
Il copione nel linguaggio teatrale e cinematografico è l'insieme delle battute che gli attori devono recitare; ad ogni attore è assegnato un ruolo da interpretare nell'ambito del copione.

## Caratteristiche del copione cinematografico
Nel copione cinematografico o televisivo, spesso scritto da più sceneggiatori, raramente vengono aggiunti tra parentesi piccoli suggerimenti di interpretazione (es: 'perdendo la pazienza') o gesti (es: 'raccoglie la penna da terra')

## Caratteristiche del copione teatrale
Nel copione teatrale è molto più frequente trovare le descrizioni dell'ambiente in cui si muovono i personaggi all'inizio di ogni atto (indicazioni utili per gli scenografi) descrizioni dettagliate dei personaggi (utili per i sarti e per gli attori) e anche accurate descrizioni dei loro caratteri (utili per gli attori e per i registi). Spesso il copione presenta anche i movimenti e le emozioni vissute dai personaggi durante l'evolversi della trama, ma alcuni autori indicano con precisione questi elementi, mentre altri non se ne interessano, lasciando l'attore e il regista liberi di stabilirle.

## Reperibilità
Spesso il copione teatrale è reperibile nelle librerie, anche sotto diverse case editrici. Non sono quindi impaginati diversamente dai normali libri e si presentano rilegati in fogli di dimensione 15×21 cm o 21×29,7 cm stampati su entrambe le facciate.
Il copione cinematografico o televisivo invece viene solitamente stampato solo per l'utilizzo temporaneo durante la realizzazione del prodotto e quindi si presenta su fogli A4 generalmente stampati solo sui fogli dispari e con caratteri molto grandi, permettendo così di lasciare molto spazio per eventuali annotazioni o correzioni.